# Anuttarā-samyak-saṃbodhi
Con la dottrina denominata in sanscrito Anuttarā-samyak-saṃbodhi (devanāgarī: अनुत्तर सम्यक् सम्बॊधि) si intende, nel Buddismo Mahāyāna, indicare la completa e perfetta illuminazione (bodhi) propria dei Buddha.

## Significato dei termini sanscriti e loro resa nelle altre lingue orientali
Tale dottrina viene indicata dai tre termini sanscriti:
- anuttarā: insuperabile;
- samyak: corretta;
- saṃbodhi: perfetta illuminazione.

Questa dottrina viene resa nelle altre lingue orientali:
- in cinese 阿耨多羅三藐三菩提 ānòuduōluó sānmiǎo sānpútí;
- in giapponese 阿耨多羅三藐三菩提 (in hiragana あのくたらさんみゃくさんぼだい) anokutara sammyaku sambodai;
- in coreano 아뇩다라삼먁삼보리 anyokdara sammyak sambori;
- in vietnamita  nậu đa la tam miệu tam bồ đề
- in tibetano bla na med pa yang dag par rdzogs pa'i byang chub.

Ma anche, tra le altre espressioni, come:
- in cinese 無上正徧智 wúshàng zhèng bian zhì;
- in giapponese mujō shō hen chi;
- in coreano 무상정변지 musang jeong byeon ji;
- in vietnamita  vô thượng chính biến trí.

## La dottrina dell'anuttarā-samyak-saṃbodhi
Nel Buddismo l'illuminazione (bodhi) viene distinta in tre generi:
1. L'illuminazione degli śrāvaka o uditori;
2. L'illuminazione dei pratyekabuddha o buddha solitari;
3. L'illuminazione dei buddha o grande illuminazione (mahābodhi) o illuminazione perfetta (samyaksaṃ-bodhi).

Nel Sutra del Loto (ad esempio nell'VIII capitolo) viene espressamente insegnato che il pratiṣṭhita-nirvāṇa (nirvāṇa statico) proprio degli śrāvaka e degli arhat (obiettivo del Buddismo Hīnayāna o Buddismo dei Nikāya)  nonché dei pratyekabuddha non è ottenere l'autentica 'illuminazione'. Ciò accadrebbe, secondo le dottrine mahāyāna in quanto il "nirvāṇa statico"  cancella le passioni ma non riesce a distruggere l'oscuramento cognitivo che vela l'onniscienza (sarvajñatā). Questa seconda e più alta realizzazione verrebbe conseguita solo se si comprende la vacuità (śunyātā) non solo del sé (anatman) ma anche di tutti i fenomeni, realizzazione che può essere raggiunta con l'esercizio della "saggezza trascendente" (prajñāpāramitā) propria delle dottrine veicolate dai sūtra mahāyāna.